# Slickrock Trail
Koordinaten: 38° 34′ 54,9″ N, 109° 31′ 9,3″ W

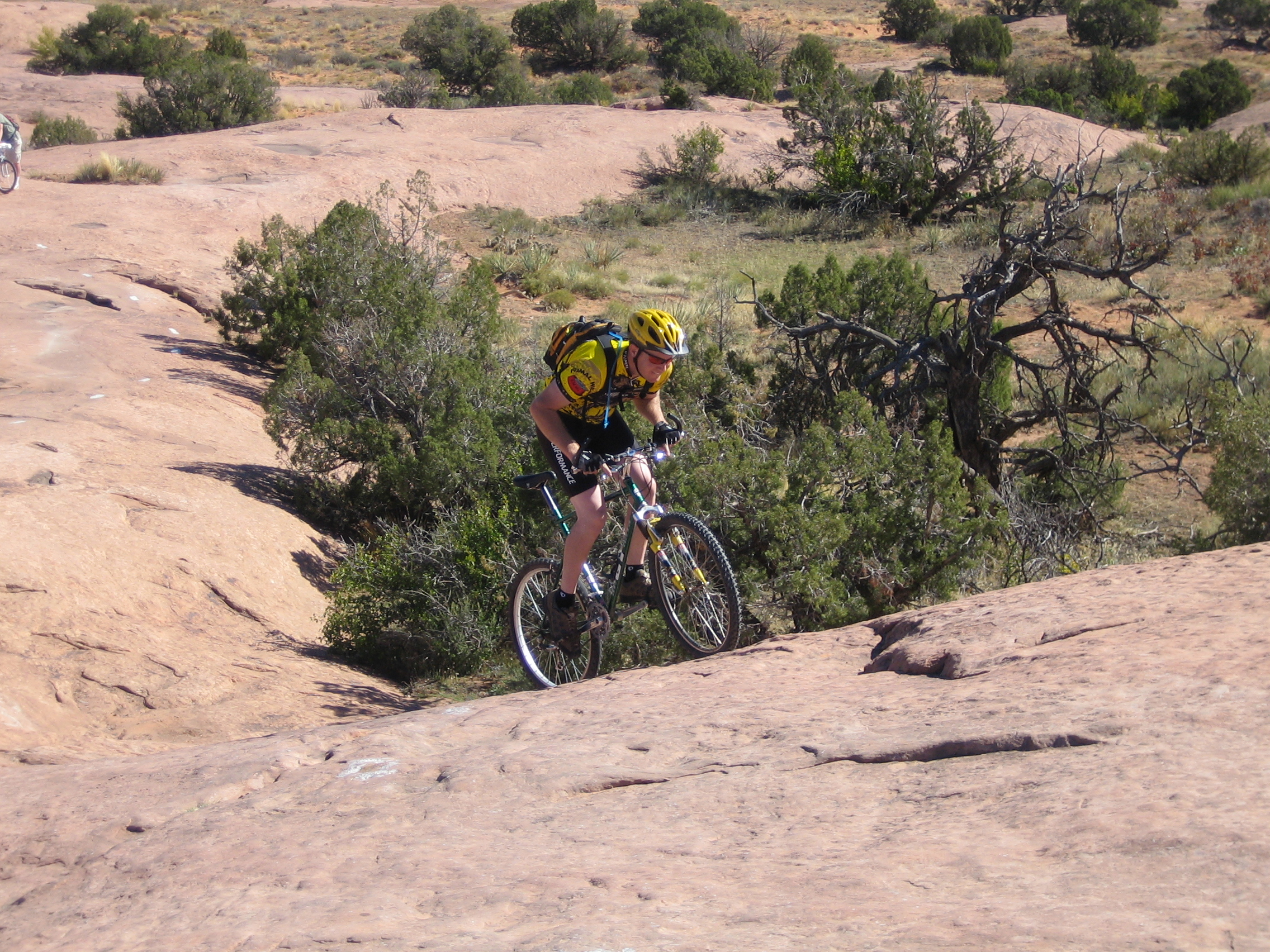
Biker auf dem Slickrock Trail

Der  Slickrock Trail ist ein über die Grenzen der USA hinaus bekannter Rundkurs für Mountainbikes und Geländemotorräder in der Nähe von Moab, Utah.

## Geschichte
Die Route wurde im Jahr 1969 im Sand-Flats-Erholungsgebiet östlich von Moab zunächst zur Nutzung durch Geländemotorräder angelegt. Mit dem Aufkommen der Mountainbikes in den achtziger Jahren wurde die Strecke auch für Radfahrer interessant und populär. Heute ist der Trail eine der Hauptattraktionen von Moab und wird jährlich von über 200.000 Mountainbikern besucht.

## Lage und Umgebung
Die mindestens 17 km lange Route führt durch die Wüstenlandschaft des Colorado-Plateaus über versteinerte Dünen und den erodierten Resten eines früheren Meeresbodens. Ihre Besonderheit ist das ständige Auf und Ab mit teils extremen Steigungen, die nur durch den besonderen Untergrund aus meist rauen Sandsteinfelsen fahrbar sind.
Der Trail liegt innerhalb der Erholungsgebiets Sand Flats Recreation Area, welche im Norden durch den Canyon des Colorado bzw. der Utah State Route 128 und im  Osten durch den Grandstaff Canyon und den Abyss Canyon begrenzt wird. Mit dem Porcupine Rim Trail im Norden liegt eine weitere bekannte Mountainbikeroute innerhalb dieses Erholungsgebiets, die jedoch einen völlig anderen Charakter aufweist.

## Strecke

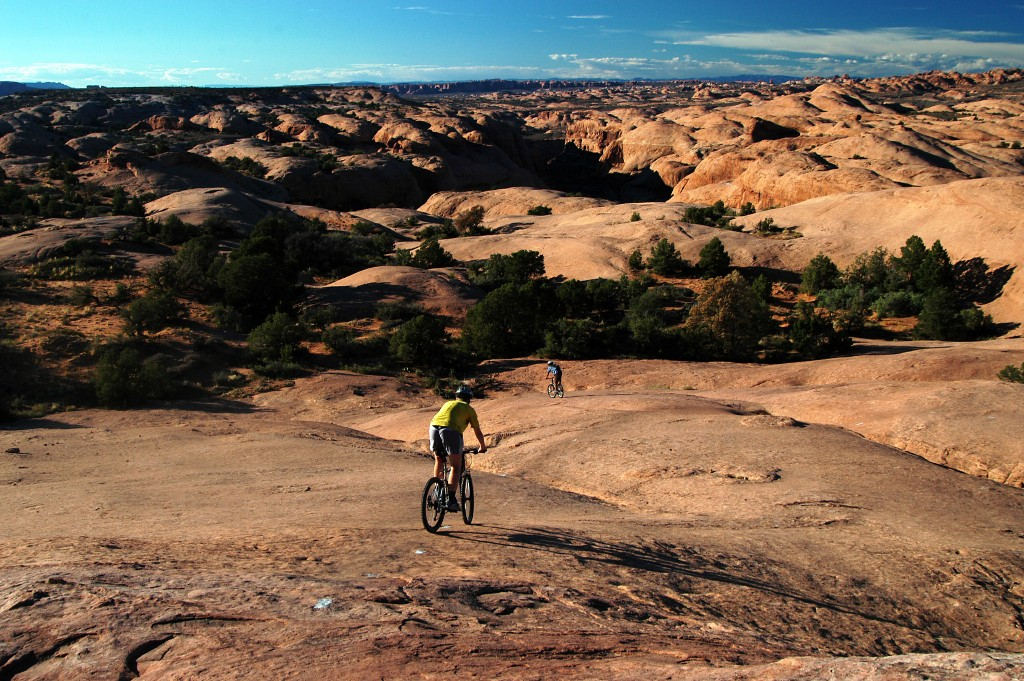
Typisches Gelände des Slickrock Biketrail.

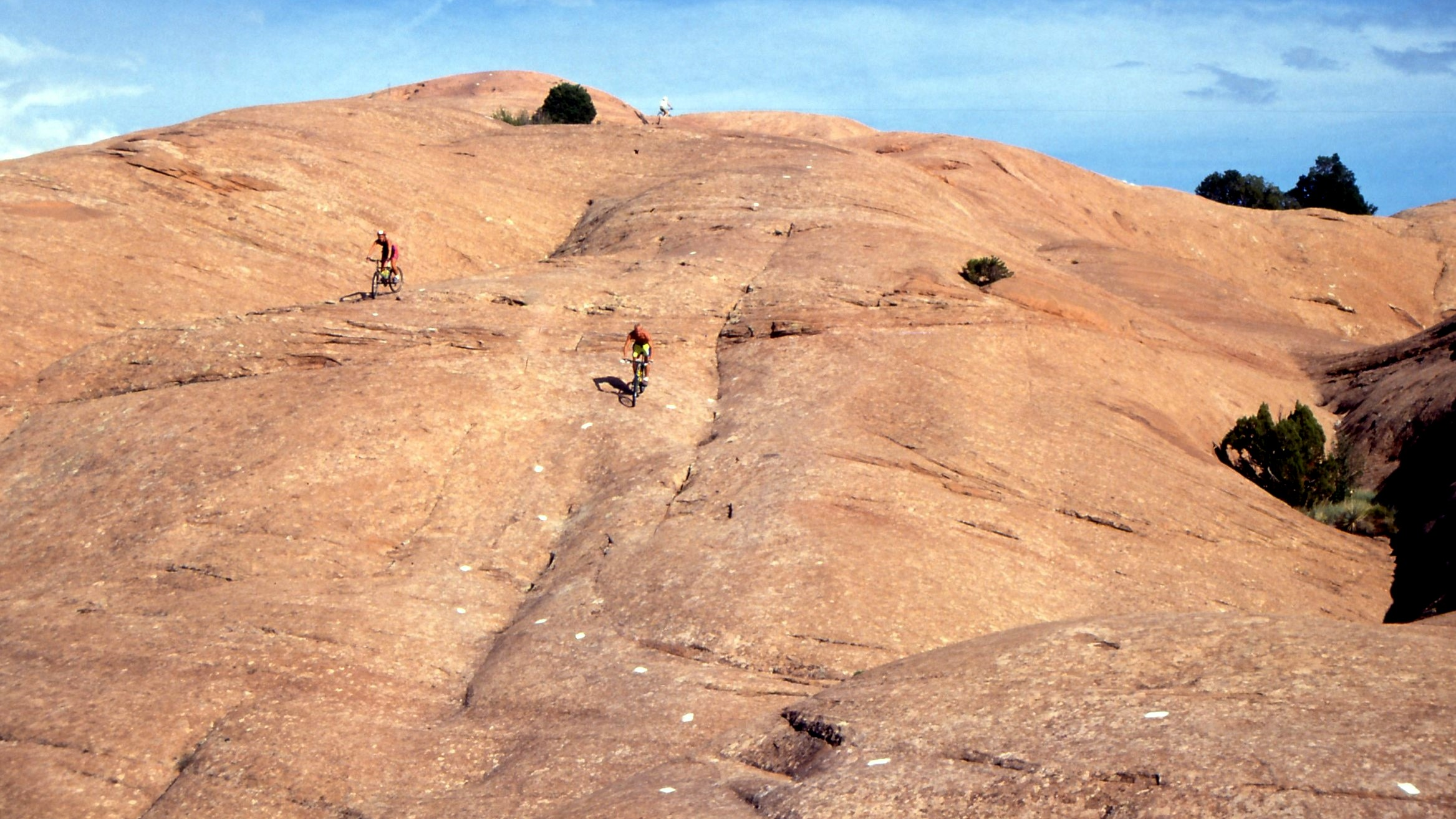
Mountainbiker auf dem Slickrock Biketrail

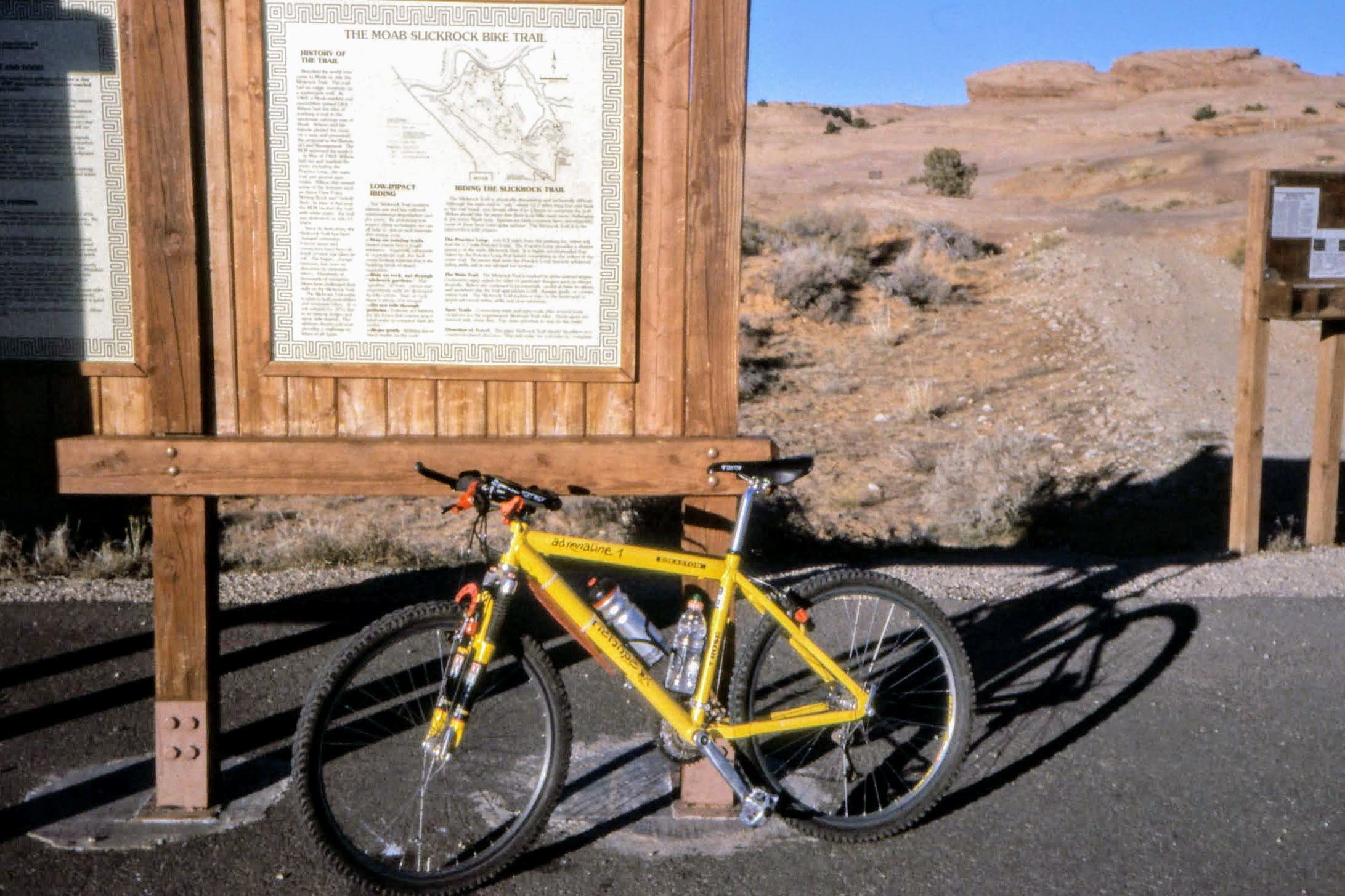
Startpunkt des Slickrock Biketrail am Parkplatz.

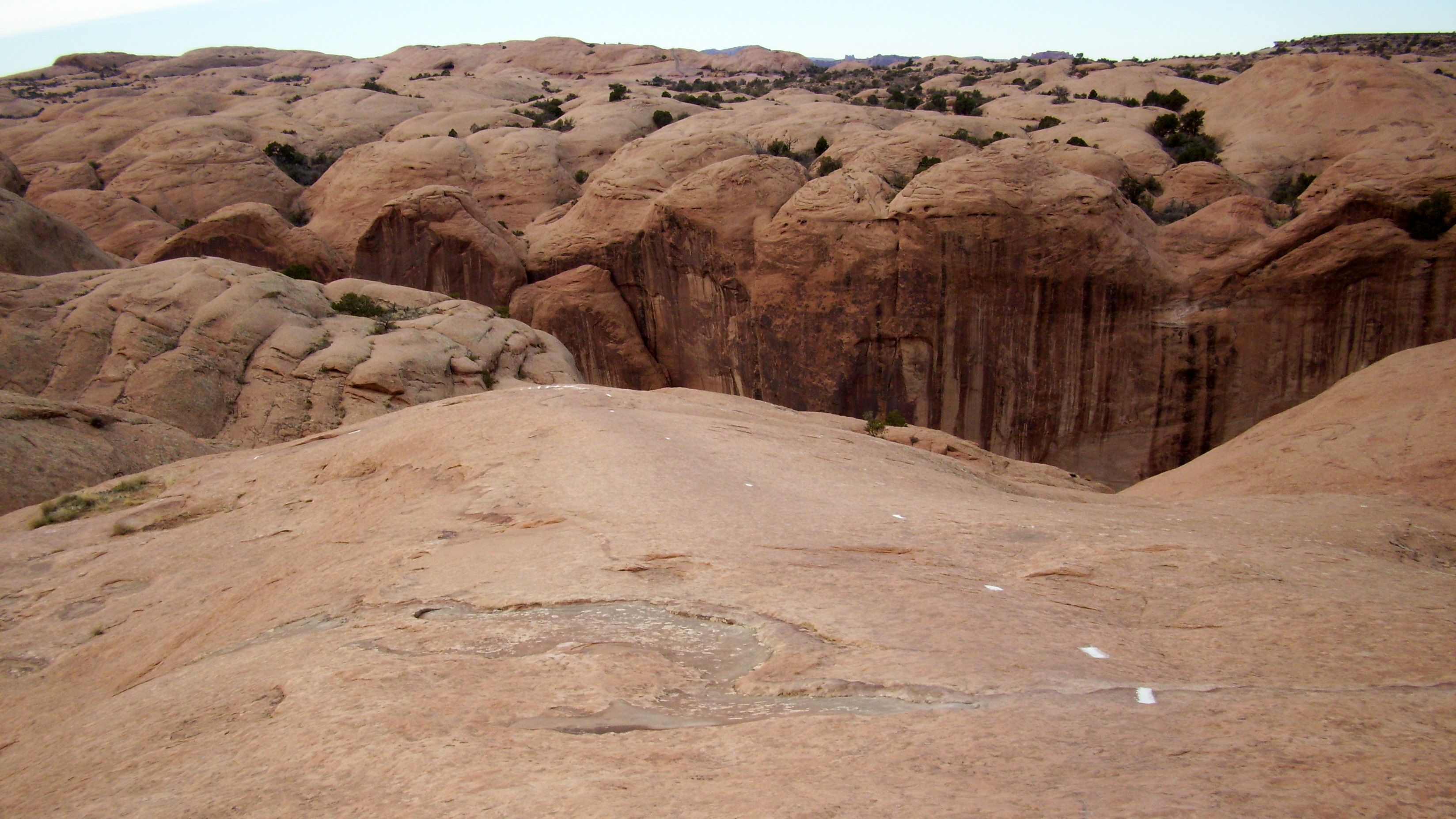
Markierung am Slickrock Practice Loop mit dem Echo Canyon im Hintergrund.

### Verlauf
Die Strecke liegt etwa 6 km und 150 Höhenmeter vom Zentrum Moabs entfernt und ist über die Sandflats Road einfach erreichbar.
Vor dem eigentlichen Hauptkurs (Main Loop) kann eine 3,7 km lange Übungsrunde (Practice Loop) gefahren werden, die alle wesentlichen technischen Schwierigkeiten des Hauptkurses enthält. Dadurch können Mountainbiker, die die Strecke noch nicht kennen, vorab das eigene Fahrkönnen und die Eignung des Mountainbikes überprüfen. Der Hauptkurs wird meist im technisch einfacheren Uhrzeigersinn befahren. Unterwegs gibt es mehrere Routenvarianten, welche die verschiedenen Streckenteile miteinander verbinden oder zu Aussichtspunkten führen. Die Strecke verläuft auf einer Höhe zwischen 1350 und 1460 m und überwindet mindestens 350 Höhenmeter.

### Markierung und Streckenbeschaffenheit
Die Strecke ist durch weiße Farbmarkierungen auf dem Sandstein gekennzeichnet. Gefährliche Stellen, z. B. nicht einsehbare Steilstufen oder Canyon-Wände sind mit zusätzlichen Dreiecken besonders hervorgehoben. Insgesamt dreimal kreuzt der Slickrock Biketrail den für Geländewagen ausgewiesenen Hell's Revenge 4x4 Trail. Die Streckenoberfläche besteht zu fast 100 % aus griffigem Sandstein, lediglich in einigen Senken gibt es sandige Stellen. Vereinzelt finden sich biologische Bodenkrusten, die nicht befahren werden dürfen.

### Schwierigkeitsgrad
Der Slickrock Trail gehört zu den technisch anspruchsvollsten Strecken in der Umgebung von Moab und ist trotz des geringen Höhenunterschieds auch konditionell herausfordernd. Für die Strecke müssen je nach Fahrkönnen zwischen 1,5 und 5 Stunden kalkuliert werden.

### Gefahren
Neben der offensichtlichen Verletzungsgefahr durch Stürze haben die in den Sommermonaten herrschenden hohen Temperaturen zu mehreren Todesfällen durch Hitzschlag geführt.

## Infrastruktur und Umgebung
In der Nähe des Parkplatzes gibt es mehrere einfache Campingplätze. Auf der Strecke selbst gibt es kein Wasser.